# 上閤屋
上閤屋餐廳股份有限公司，簡稱上閤屋，為臺灣的餐飲公司，曾以日式吃到飽連鎖餐廳著名。公司命名係取日文招待皇室貴族之意含，以台語來發音也有上好的意思。其以1990年台北永康街的日本料理攤位為始，在1993年轉型為吃到飽餐廳。餐廳後轉手精彩饗宴集團經營，直到2016年全部歇業。

## 歷史
上閤屋源於1990年，在台北永康街的攤位以平價日本海鮮料理起家。不到一年小攤子快速累積人氣和口碑，變成永康街的人氣日本料理店。1993年，餐廳轉型為吃到飽自助式的型態，並發展成全國連鎖經營，在台北、台中、台南、高雄開展分店，全盛時期共有八家分店。不過，創辦人蔣正男後來卻因家族理念不和，逐步退出上閤屋經營，餐飲王國更逐步由盛轉衰。蔣進而轉行房地產和室內裝潢業，同時投資兒女的餐廳。
2009年，上閤屋轉由精彩饗宴集團經營。
2015年7月1日，上閤屋台北南京店以租約到期為由公告歇業。2016年1月和3月，台南德安店與台中復興店也分別宣布停業，全台上閤屋只剩下高雄1家分店。10月10日，僅存最後的分店高雄五福店停業。
現今，上閤屋餐廳股份有限公司下有泰式餐廳「莎瓦迪卡SAWADICA」。

## 外部連結
- 上閤屋官方網站（中文）
- 上閤屋海陸百匯 日本料理的Facebook專頁